# 中位线
中位线（英語：midsegment）是一个数学术语，指平面几何内的三角形任意两边中点的连线或梯形两腰中点的连线。

## 定义

### 三角形
连接三角形两边中点的线段叫做三角形的中位线。
三角形的中位线平行于第三边，其长度为第三边长的一半，通过相似三角形的性质易得。其两个逆定理也成立，即经过三角形一边中点平行于另一边的直线，必平分第三边；以及三角形内部平行于一边且长度为此边一半的线段必为此三角形的中位线。但是注意过三角形一边中点作一长度为底边一半的线段有两个，不一定与底边平行。

### 梯形
连结梯形两腰中点的线段叫做梯形的中位线。梯形的中位线平行于上底和下底，其长度为上、下底长度和的一半，可将梯形旋转180°、将其补齐为平行四边形后易证。其逆定理正确与否与上相仿。

## 中點三角形
一個三角形的中點三角形是原三角形的三邊的中點所組成的三角形。中點三角形的三邊分別為原三角形的中位線。